# MS Kiliński
MS Kiliński – polski statek należący do Polskich Linii Oceanicznych. W 1947 roku przedsiębiorstwo Gdynia–Ameryka Linie Żeglugowe kupiło w USA statek typu „Victory” (VC S-2-AP3). Otrzymał imię na cześć Jana Kilińskiego.
Przed wybuchem wojny wietnamskiej, w latach 1954-1956, „Kiliński” przez 370 dni uczestniczył w działaniach logistycznych w Demokratycznej Republice Wietnamu w służbie Komisji Rozjemczej (powołanej na mocy porozumień genewskich z 1954). Transportował partyzantów, ludność cywilną i ładunki towarowe z południa na północ pomiędzy portami redowymi Quy Nhơn i Vũng Tàu a Hajfongiem. Szacuje się, że przewiózł ponad 80 tysięcy osób. Statkiem dowodził kapitan Romuald Cielewicz. Rejsy odbywały się w bardzo trudnych warunkach nawigacyjnych – bez dokładnych map morskich i locji. W ostatnim rejsie w ładunku było m.in. 12 kambodżańskich słoni, podobno zakupionych przez partyzantów dla celów wojennych; jeden z nich został podarowany Polakom i trafił drogą morską do Ogrodu Zoologicznego w Warszawie. Słoń został w Polsce nazwany „Partyzant” i przeżył w ZOO zaledwie dwa lata.
27 października 1955 w Gdyni na pokładzie MS „Kiliński” odbyła się dekoracja członków jego załogi odznaczeniami Demokratycznej Republiki Wietnamu, przyznanymi przez Hồ Chí Minha za zasługi przy udzielaniu braterskiej pomocy narodowi wietnamskiemu w realizacji układ rozejmowego; Order Zasługi Pracy I klasy otrzymał kapitan statku Romuald Cielewicz i zastępca kapitana oficer Stanisław Szadkowski, dwóch oficerów otrzymało tenże order II klasy, a 13 marynarzy order III klasy.
W 1972 statek sprzedano na złom do Hongkongu. W czasie rejsu zawinął do Hajfongu w Wietnamie Północnym, gdzie został uwięziony razem ze statkami „Józef Conrad” i „Moniuszko” z powodu zaminowania portu przez amerykańskie wojsko. Do stoczni złomowej dotarł dopiero w 1973 roku.